# Бабино (Боровичский район)
Бабино — деревня в Боровичском муниципальном районе Новгородской области, входит в Прогресское сельское поселение.

## География
Деревня расположена в центральной части района.

## История
В Боровичском уезде Новгородской губернии в 1911 году деревня Бабино находилась на территории Новоселицкой волости, число жителей тогда было — 235, дворов — 43, деревня тогда находилась на земле Юринского сельских обществ, в деревне тогда имелись: две часовни, хлебозапасный магазин и мелочная лавка. По постановлению ВЦИК от 3 апреля 1924 года Новоселицкая волость была упразднена, а деревня вошла в состав вновь образованной Боровичской волости Боровичского уезда Новгородской губернии. Население деревни Бабино по переписи населения 1926 года — 211 человек. Затем, с августа 1927 года, деревня Бабино в составе Юринского сельсовета новообразованного Боровичского района новообразованного Боровичского округа в составе переименованной из Северо-Западной в Ленинградскую области. С ноября 1928 года Юринский сельсовет был упразднён, Тухунский сельсовет переименован в Греблошский, а Бабино вошло в состав Греблошского сельсовета. По постановлению ЦИК и СНК СССР от 23 июля 1930 года Боровичский округ был упразднён, а район перешёл в прямое подчинение Леноблисполкому. Население деревни Бабино в 1940 году было 171 человек. Указом Президиума Верховного Совета СССР от 5 июля 1944 года была образована Новгородская область и Боровичский район вошёл в её состав.
Решением Новгородского облисполкома № 296 от 9 апреля 1960 года Греблошский сельсовет был упразднён, а Бабино вошло в состав Большелесовского сельсовета.
Во время неудавшейся всесоюзной реформы по делению на сельские и промышленные районы и парторганизации, в соответствии с решениями ноябрьского (1962 года) пленума ЦК КПСС «о перестройке партийного руководства народным хозяйством» с 10 декабря 1962 года и сельсовет и деревня вошли в крупный Боровичский сельский район, а 1 февраля 1963 года административный Боровичский район был упразднён. Пленум ЦК КПСС, состоявшийся 16 ноября 1964 года, восстановил прежний принцип партийного руководства народным хозяйством, после чего Указом Верховного Совета РСФСР от 12 января 1965 года сельские районы были преобразованы вновь в административные районы и решением Новгородского облисполкома от 12 января 1965 года и Большелесовский сельсовет и деревня Бабино вновь в Боровичском районе. Решением Новгородского облисполкома № 187 от 5 мая 1978 года Большелесовский сельсовет был переименован в Прогресский.
После прекращения деятельности Прогресского сельского Совета в начале 1990-х стала действовать Администрация Прогресского сельсовета, которая была упразднена с 1 января 2006 года на основании постановления Администрации города Боровичи и Боровичского района от 18 октября 2005 года и деревня Бабино, по результатам муниципальной реформы входила в состав муниципального образования — Прогресское сельское поселение Боровичского муниципального района (местное самоуправление), по административно-территориальному устройству была подчинена администрации Прогресского сельского поселения Боровичского района.

## Население
| 2000 | 2001 | 2002 | 2003 | 2004 | 2005 | 2006 |
| ---- | ---- | ---- | ---- | ---- | ---- | ---- |
| 12   | →12  | →12  | ↘10  | →10  | ↗11  | →11  |
| 2007 | 2008 | 2009 | 2010 |      |      |      |
| ↘10  | ↗11  | ↘9   | ↗10  |      |      |      |

### Национальный состав
По переписи населения 2002 года, в деревне Бабино проживали 17 человек (94 % русские)